# Serrat de Mont-rodon
El Serrat de Mont-rodon és una muntanya de 621 metres que es troba entre els municipis de Seva i de Tona, a la comarca d'Osona.
A l'extrem nord del serrat hi ha l'antic Casal de Mont-rodon que li dona el nom.
És un espai natural protegit que forma part dels Turons de la Plana Ausetana.